# Мухаммад ібн Тахір
Абу Абдалла Мухаммад ібн Тахір (*д/н — 908/909) — 5-й емір держави Тахірідів в 862—873 роках.

## Життєпис
Походив з династії Тахіридів. Син еміра Тахіра II. Після смерті батька 862 року стає новим правителем Хорасану, незважаючи на намагання багдадського халіфа замінити його стрийком Мухаммадом ібн Абдаллою.
З самого початку панування посилилися негативні політичні тенденції, що намітилися за часів його попередника: повстання селян та містян проти податків, спроби місцевих феодалів здобути самостійність. Вже 862 року в Сістані владу остаточно захопили Саффариди, що вигнали тахіридського намісника. У 864 році повстав Табаристан, де владу захопив Гасан ібн Зайд, створивши власну державу Алавідів.
В 867 році Якуб ібн Лейс, засновник династії Саффаридів, заволодів Гератом і Бушенгом, батьківщиною Тахіридів, де на той час правив Тахір ібн Хусейн. 869 року втрачено Керман. Водночас вступив у конфлікт зі своїми стрийками Мухаммадом і Убайдуллою, що керували арабським Іраком.
Поступово у володіннях Мухаммада ібн Тахіра залишилися лише Хорасан і Горган. Також Саманіди, незважаючи на встановлення контролю над Мавераннахром, визнавали зверхність Тахіридів. На початку 870-х років відбувалися постійні збройні сутички з Саффаридами. В 873 році, скориставшись підтримкою з боку Мухаммада ібн Тахіра одного зі своїх ворогів (Абдалли ак-Сіджи) Якуб ібн Лейс атакував Хорасан, завдавши тахіридському війську поразки, після чого захопив Нішапур, де полонив еміра Мухаммада.
Перебував у полоні до 876 році, коли після поразки Саффаридів у битві під Дейр ал-Акулі його було звільнено. Мухаммада ібн Тахір знову був призначений намісником східних областей, але здебільшого перебував у Багдаді. Від його імені діяв в містах Хорасану його брат Гусейн ібн Тахір. Натомість намагався зайняти посаду валі Багдаду, внаслідок чого вступив у конфлікт зі стрийком Убайдаллою. 879 році позбавлений посади валі Хорасану.
В 884 році отримав посади валі Багдаді і Хорасану (останню суто номінально). В останній роки виконував роль аббасидського сановника, втративши будь-яку владу в перських провінціях. В 889 халіфом аль-Мутамідом році позбавлений посади. Помер 908 або 909 року.